# Isocetus depauwi
Isocetus depauwi és una espècie extinta de cetaci del clade dels talassoteris que visqué a l'Atlàntic nord durant el Miocè, fa entre 7,2 i 16 milions d'anys. Se n'han trobat restes fòssils a Bèlgica i Dinamarca. Era un misticet petit. Es diferencia d'altres cetacis per la posició més avançada de l'apòfisi angular de l'os dental, i la forma còncava de la part posterior a les metapòfisis de les vèrtebres toràciques anteriors, entre altres caràcters. Igual que diversos altres tàxons encunyats per Pierre-Joseph van Beneden, la imprecisió de la seva descripció original n'ha complicat la validació taxonòmica.